# صبر کن، بابا

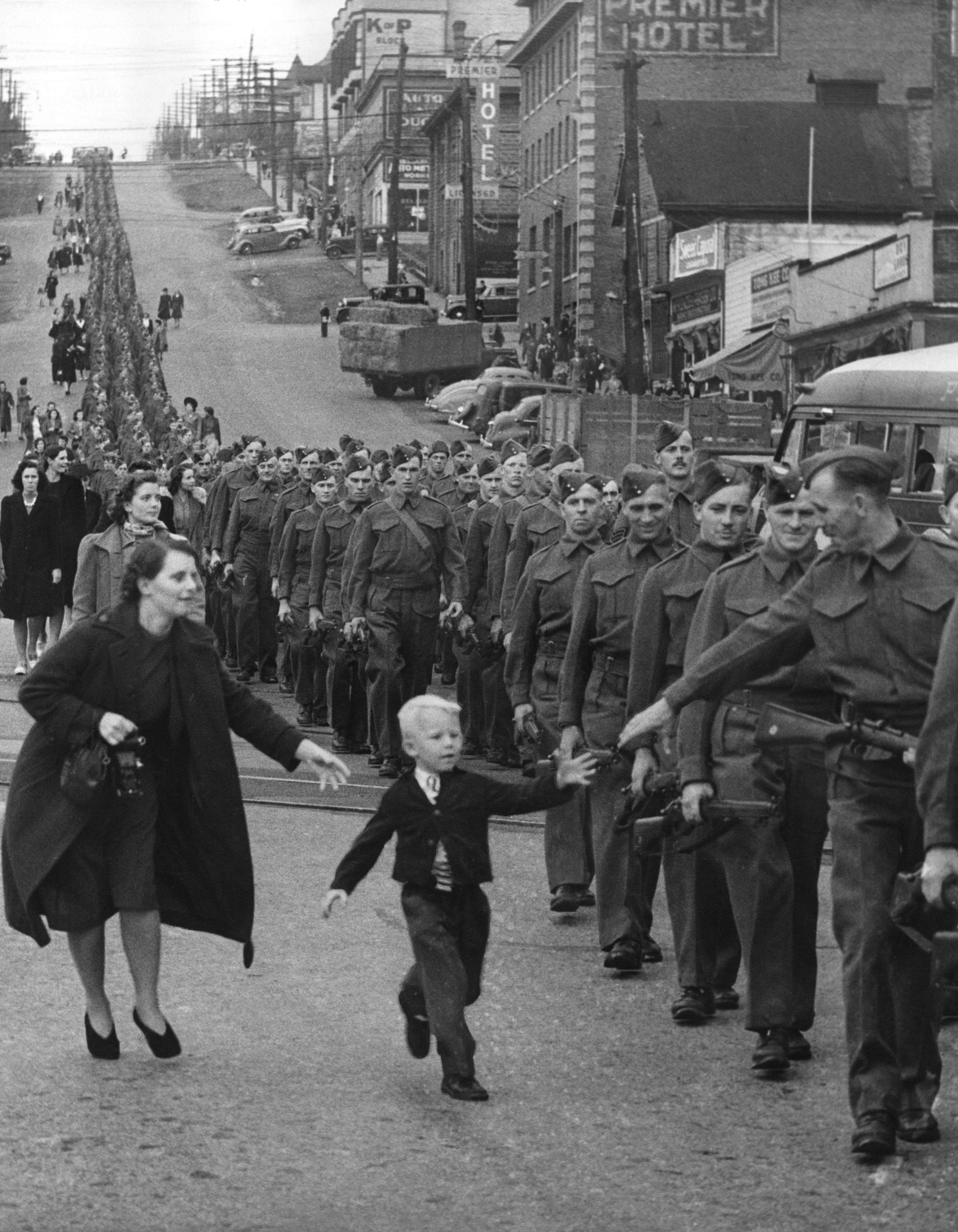
«صبر کن، بابا» از مشهورترین عکس‌های جنگ جهانی دوم، عکاس، کلود دتلف، اهل ونکوور

صبر کن، بابا (به انگلیسی: Wait for Me, Daddy) عکسی از کلود دتلف، که توانست افکار عمومی جهان و تاریخ جنگ را تحت تأثیر قرار دهد. دتلف، عکاس یک روزنامهٔ محلی، به طور ناگهانی توانست این عکس را هنگامی‌که سربازان ارتش بریتیش کلمبیا در بازگشت از جنگ در خیابان کلمبیا نیو وست‌مینستر، در انتظار رسیدن قطار و اعزام به مسیرهای سری و نامعلوم در خارج از کشور بودند، بگیرد. زمانی‌که دتلوف دوربین خود را برای گرفتن عکس از صف طولانی سربازان برتیش کلمبیا آماده کرده بود به ناگاه می‌بیند که کودکی ۵ ساله‌ای با موهای سفید از مادرش جدا می شود و به سمت پدرش می‌دود و می‌گوید: «صبر کن، بابا».این عکس که توسط دتلف در ۱ اکتبر ۱۹۴۰ گرفته شد، به سرعت در تمامی جهان پخش گردید. «صبر کن، بابا» توانست عنوان معروف‌ترین عکس کانادا در جریان جنگ جهانی دوم و عنوان یکی از برترین عکس‌های کل تاریخ جنگ را به دست آورد. در آن زمان بسیاری از مدارس بریتیش کلمبیا این عکس را که تأثیر و تحول عمیقی بر زندگی افراد گذاشته بود، بر دیوارهای خود آویزان کردند. هم‌چنین این عکس از سوی مجله هفتگی بیوِِِر (به انگلیسی: The Beaver) به عنوان دومین عکس برتر، در میان ۱۰ عکس منتخب تاریخ کانادا انتخاب شد.

## ویژگی‌های عکس
حالت دستان مادر، موهای سفید و تلاش کودک (وارن برنارد) برای رساندن دست خود به پدر، چرخش و لبخند همراه با رضایت و حس اطمینان پدر (جک برنارد اسلحه‌اش را به دست دیگرش داده تا بتواند دست فرزندش را بگیرد)، صف طولانی سربازان در پشت سوژه‌ها، همگی مواردی است که باعث شده‌است این عکس در زمرهٔ یکی از شاهکارهای هنر عکاسی دنیا قرار بگیرد.